# Gameshow
Gameshow er en type tv-program som kendetegnes ved at deltagere konkurrerer om præmier eller hæder og ære i et tv-studie. Konkurrencerne gennemføres ved hjælp af omgange baseret på kundskab, gætteri, fysiske udfordringer eller lignende. Der er store forskelle på forskellige typer konkurrencedrevne programmer i verden, hvor man går fra det enkle spørgeprogram Mastermind i Storbritannien til de ekstreme gameshows i Japan.
Gameshowgenren er også blevet en af de store eksportartikel inden for tv-koncepter, hvor specielt amerikanske og britiske koncepter er blevet produceret i lokale varianter over store dele af verden. Amerikanske koncepter, som for eksempel Wheel of Fortune (på dansk Lykkehjulet), har haft succes i hjemlandet gennem en årrække.

## Danske gameshow
Mange af de danske versioner af denne programtype er baseret på koncepter lavet i andre lande. Eksempler på dette er Hvem vil være millionær?, Robinson Ekspeditionen, Deal or No Deal med flere.